# Jazz Raycole
Jazzmine Raycole „Jazz“ Dillingham (* 11. Februar 1988 in Stockton, Kalifornien) ist eine US-amerikanische Schauspielerin.

## Leben
Ihre Karriere begann Jazz Raycole als Tänzerin. Bereits im Alter von vier Jahren gewann sie viele Tanzwettbewerbe. Momentan trainiert sie unter der Choreografin Debbie Allen.
Raycoles Schauspielkarriere begann, als sie eine Sprechrolle in dem Film Ein Schweinchen namens Babe übernahm. Ihr Durchbruch gelang ihr bei der Serie What’s Up, Dad?, in der sie die Rolle der ersten Claire Kyle verkörperte. Sie wurde jedoch nach der ersten Staffel durch Jennifer Nicole Freeman ersetzt. Danach spielte sie die Lisa in der Serie Alle hassen Chris sowie von 2006 bis 2008 in Jericho – Der Anschlag. Eine weitere Hauptrolle hatte sie 2012 neben Cedric the Entertainer im Hot-in-Cleveland-Spin-off The Soul Man.
2022 ist sie in der Netflix-Serie The Lincoln Lawyer an der Seite von Manuel Garcia-Rulfo zu sehen.
Raycole lebt aktuell mit ihren Eltern in der Nähe von Los Angeles, Kalifornien, USA.

## Filmografie (Auswahl)
- 1995: Ein Schweinchen namens Babe (Babe)
- 1999: Malcolm & Eddie (Fernsehserie, Folge 3x19)
- 2001–2002: What’s Up, Dad? (Fernsehserie, 12 Folgen)
- 2004: Law & Order: Special Victims Unit (Fernsehserie, Folge 5x08)
- 2005–2008: Alle hassen Chris (Everybody hates Chris, Fernsehserie, 4 Folgen)
- 2006: Monk (Fernsehserie, Folge 5x03)
- 2006–2007: Das Büro (The Office, Fernsehserie, 2 Folgen)
- 2006–2008: Jericho – Der Anschlag (Jericho, Fernsehserie, 13 Folgen)
- 2007: Lincoln Heights (Fernsehserie, Folge 2x01)
- 2008: Without a Trace – Spurlos verschwunden (Without a Trace, Fernsehserie, Folge 6x14)
- 2009: 10 Dinge, die ich an dir hasse (10 Things I Hate About You, Fernsehserie, Folge 1x04)
- 2009: Eastwick (Fernsehserie, 2 Folgen)
- 2012: New Girl (Fernsehserie, Folge 1x18)
- 2012: Perception (Fernsehserie, Folge 1x08)
- 2012: The Secret Life of the American Teenager (Fernsehserie, Folge 4x21)
- 2012: The Soul Man (Fernsehserie, 11 Folgen)
- 2013: Rizzoli & Isles (Fernsehserie, Folge 4x11)
- 2013: Suburgatory (Fernsehserie, Folge 2x12)
- 2013: Bones – Die Knochenjägerin (Bones, Fernsehserie, 1 Folge)
- 2014–2015: Faking It (Fernsehserie, 2 Folgen)
- 2015: iZombie (Fernsehserie, 1 Folge)
- 2016: Crazy Ex-Girlfriend (Fernsehserie, 1 Folge)
- seit 2022: The Lincoln Lawyer (Fernsehserie, 10 Folgen)